# Afonso-Jordão de Toulouse
Afonso-Jordão, representado em uma letra capitular no primeiro cartulário da Cidade de Toulouse de 1205
brasão
Afonso-Jordão (em occitano: Anfos Jordan; em francês: Alphonse Jourdain) (Terra Santa, 1103 — Cesareia Marítima, 16 abril de 1148) foi conde de Rouergue ou Rodez, a partir de 1105, e conde de Toulouse, autoproclamado duque de Septimania ou Narbona e marquês da Provença, de 1112 até sua morte.

## Origem
O filho mais novo do conde de Saint-Gilles, marquês de Gothia, conde de Toulouse, marquês da Provença e conde de Trípoli, que também foi um dos barões da Primeira Cruzada (Cruzada dos Barões), Raimundo de Saint Gilles (conforme registrado em De Liberatione Civitatum Orientis nos Annali Genovesi de Caffaro e seus continuadores, vol. 1) e sua terceira esposa, Elvira Afonso de Castela (? — 1155), que, segundo o Chronicon regum Legionensium, era filha ilegítima do rei de Leão, de Castela e da Galiza, Afonso VI de Castela e sua concubina, Jimena Muñoz (? — 1128), filha de Munio Muñoz (? — após 1186) e sua esposa, Velasquita Muñoz (? — após 1185).
Raimundo de Saint Gilles era o segundo filho do conde de Toulouse, conde de Nîmes e conde de Albi, Pôncio III e Almodis de la Marche (conforme registrado no Chronicon sancti Maxentii Pictavensis, Chroniques des Eglises d'Anjou e no Chronica Albrici Monachi Trium Fontium (1020–1071), filha de Bernardo I de la Marche (c. 991–16 de junho de 1047) conde de la Marche e de Périgord e Amelia de Rasés (? — 1053). O nome de sua mãe, extraído de um documento de 1053 (“Almodis comitissa, filia que es Amelie comitisse”) é citado pelo historiador José Enrique Ruiz Domenec em seu livro Quan els vescomtes de Barcelona eren (Barcelona, 2006) na p. 320.

## Biografia
Conforme registrado em De Liberatione Civitatum Orientis, ele recebeu o nome de Afonso. O segundo nome, Jordão, foi dado a ele por ocasião de seu batismo no rio Jordão.
Em 1105, com a morte de seu pai, Raimundo de Saint Gilles, seu meio-irmão, Bertrando II, sucedeu-o em todos os seus títulos: Conde de Toulouse, Marquês de Provença (embora esses dois títulos pertencessem a Afonso Jordão) e Conde titular de Trípoli; para Afonso Jordão foi o único título de Conde de Rouergue. O título de Conde de Toulouse também foi reconhecido a Bertrando pelo Papa Pascoal II em várias bulas papais: a XX de 15 de abril de 1105, a XXIV de 4 de fevereiro de 1107, a XXV também de 4 de fevereiro de 1107, a XXVIII de 25 de julho de 1107 e a XXX de 14 de maio de 1108.
Em 1106, Afonso Jordão, seguindo sua mãe, Elvira, deixou a Palestina, retornando, segundo o historiador, medievalista e bizantinista britânico Steven Runciman, em 1108, ao condado de Toulouse. No final do mesmo ano, Bertrando partiu para a Terra Santa, para tomar posse do condado de Trípoli, deixando o governo do condado de Toulouse e o marquesado de Provença para seu meio-irmão, Afonso Jordão, que ainda era menor de idade, para quem sua mãe, Elvira, mantinha a regência em nome de Afonso Jordão. Em 1108, com a partida de seu irmão Bertrando para a Terra Santa, ele permaneceu como seu representante nos feudos de Toulouse e Provença.
Em 1112, com a morte de seu meio-irmão, Bertrando o sucedeu nos títulos de conde de Toulouse, marquês de Provença e duque de Narbona; sua mãe, Elvira, continuou a deter a regência (somente em 1121 Afonso Jordão foi declarado adulto). Mas, também naquele ano (1112), após a morte de Bertrando II, em nome do direito hereditário de sua esposa, Filipa, duque da Aquitânia e Gasconha e conde de Poitiers, Guilherme IX, conhecido como o Trovador, organizou uma expedição e, entre 1113 e 1114, ocupou o condado de Toulouse e, juntamente com Filipa, assumiu o trono do condado, destituindo o conde Afonso Jordão, que se retirou para o marquesado de Provença.
O documento n.º XXVII da Histoire Générale de Languedoc, volume IV, Preuves, datado de 1114, confirma que Filipa era a condessa de Toulouse naquela data, que entrou em um acordo com o visconde de Béziers. Por cerca de dez anos, embora divorciado de Filipa em 1115, o duque da Aquitânia e conde de Poitiers foi o verdadeiro conde de Toulouse.

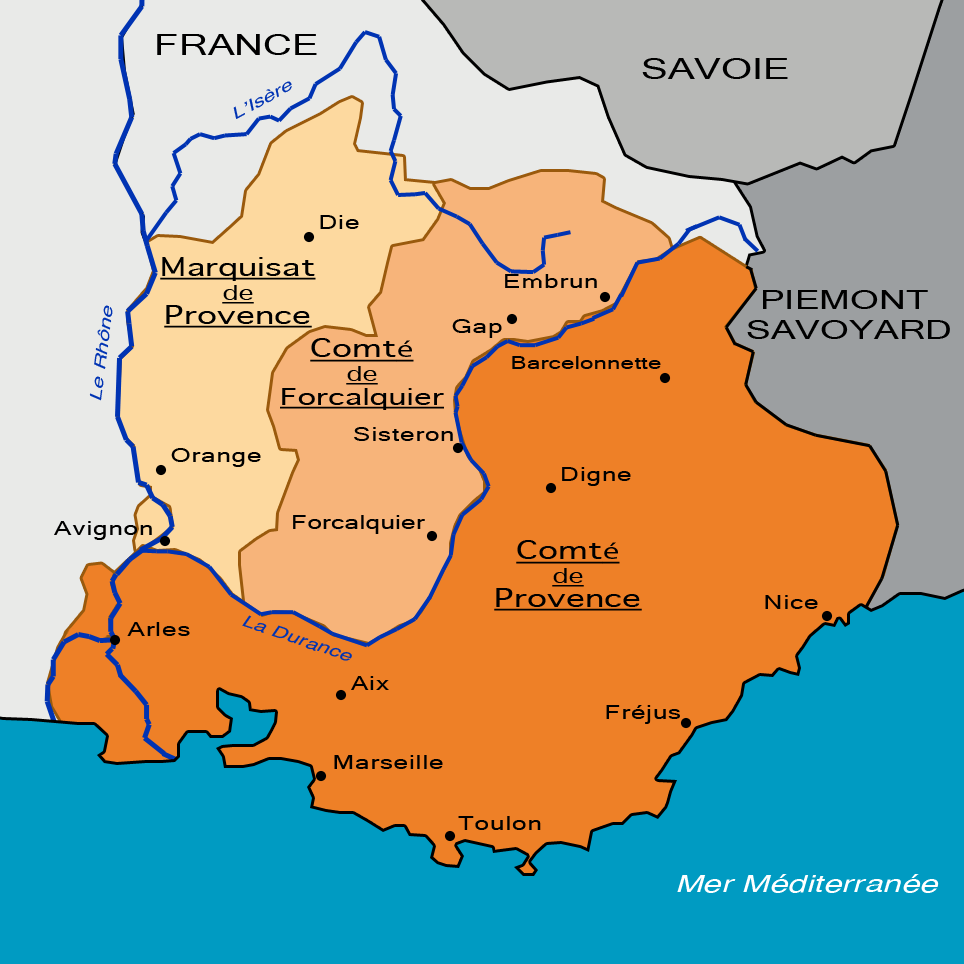
Divisão da Provença obtida por Afonso Jordão em 1125. Ele governou o marquesado

Em 1121, o Papa Calixto II, com a bula XL de 21 de junho, ao mesmo tempo em que lhe reconhecia o título de Conde (de Toulouse), ameaçou Afonso Jordão com a excomunhão por atacar, incendiar, levando a morte e a destruição à cidade de Saint-Gilles. Em 22 de abril de 1122, o Papa Calixto, na bula XLVI, confirmou a excomunhão do Conde Afonso por atacar e ocupar o mosteiro de Saint-Gilles.
Guilherme IX, conhecido como o Trovador, duque da Aquitânia e conde efetivo de Toulouse, também tentou tomar o marquesado da Provença e, no mesmo ano de 1122, sitiou Afonso Jordão em Orange; durante o cerco, no entanto, a milícia de Toulouse se rebelou e libertou seu conde titular do cerco que, após uma dura luta que durou cerca de três anos, eles trouxeram de volta a Toulouse, expulsando Guilherme. Foi somente após dez anos de luta árdua que o conde Afonso Jordão conseguiu recuperar a posse do condado de Toulouse.
Em seguida, Afonso teve que lutar por seus direitos na Provença contra o conde Raimundo Berengário III de Barcelona. Somente em setembro de 1125 a guerra terminou em “paz e concórdia” (pax et concordia). Nesse estágio, Alfonso era o senhor das regiões situadas entre os Pirenéus e os Alpes, Auvérnia e o mar. Sua ascendência foi, de acordo com um comentarista, um bem inigualável para o país, pois durante um período de quatorze anos a arte e a indústria floresceram.
Segundo a Chronica Adefonsi Imperatoris, Afonso Jordão viajou para o Reino de Leão, em março de 1126, para participar da cerimônia de coroação de seu primo, Afonso VII, conhecido como o Imperador, que o enviou para lidar com alguns nobres que haviam se rebelado. Afonso e Suero Vermúdez tomaram a cidade de Leão dos magnatas da oposição e a entregaram a Afonso VII. Entre aqueles que podem ter acompanhado Afonso em uma de suas muitas estadias prolongadas na Espanha estava o trovador Marcabru.
No Cerco de Baiona (1130–1131), que opôs o rei aragonês Afonso I de Aragão aos interesses de Afonso VII, Pedro Gonçalves de Lara desafia Afonso Jordão, que fere o desafiante em duelo de justa, quebrando-se o braço de Pedro quando este cai do seu cavalo, morrendo poucos dias depois.
Em 1132, Afonso esteve envolvido em uma guerra de sucessão pelo condado de Melgueil contra o conde Berengário Raimundo da Provença. Esse breve conflito foi resolvido com a derrota de Afonso e o casamento de Berengário com Beatriz, herdeira de Melgueil.
Em 1140, novamente conforme a Chronica Adefonsi Imperatoris, Afonso Jordão representou seu primo, Afonso VII, o Imperador, nas negociações de paz concluídas em Tudela com o rei de Navarra, Garcia IV Ramires.

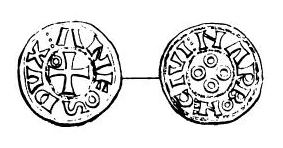
Dinheiro de prata cunhada em Narbona por Afonso Jordão durante a ocupação da cidade, com a inscrição ANFOS DVX (Duque Afonso) no anverso e NARBONE CIVI (Cidade de Narbona) no reverso.

Entre 1134 e 1143, ele tentou, em vão, tomar o viscondado de Narbona, aproveitando-se da pouca idade da herdeira, Ermengarda de Narbona, conforme confirmado pela Gran Enciclopèdia Catalana.
Por volta de 1141, o rei da França, Luís VII, incentivado por sua esposa, Leonor, duquesa da Aquitânia, que tinha direitos sobre o condado de Toulouse como sobrinha de Filipa de Toulouse, preparou o ataque ao condado de Toulouse; a expedição do grande exército francês (também lembrada pelo monge e cronista inglês Orderico Vital, em sua Histoira Ecclesiastica), sob o comando do rei, partiu em junho de 1141 e rapidamente se dirigiu a Toulouse, que foi sitiada, mas acabou fracassando e, depois de algumas semanas, se retirou, sem ter conseguido nada.
Em 1141, ele concedeu franquias comerciais, que confirmou nos anos seguintes, aos toulousanos.
Em 1144, fundou Montauban e lançou a pedra fundamental da primeira casa. Voltou a desagradar à Igreja ao se aliar aos cidadãos de Montpellier contra seu senhor. Em 1145, Bernardo de Claraval lhe enviou uma carta cheia de preocupação sobre um herege chamado Henrique na diocese de Toulouse. Bernardo chegou a ir até lá pregar contra a heresia, uma das primeiras expressões do catarismo. Uma segunda vez ele foi excomungado, mas em 1146 tomou a cruz (ou seja, jurou partir em cruzada) em uma reunião em Vézelay convocada pelo rei da França, Luís VII. Em agosto de 1147, embarcou em Port-de-Bouc para a Terra Santa na Segunda Cruzada,  onde chegou em 15 de abril de 1148, desembarcando em Acre, acompanhado, segundo Steven Runciman, por sua esposa, Faydide ou Faydive. Ele partiu para Jerusalém e, conforme Steven Runciman, foi envenenado no caminho.
A morte de Afonso Jordão é registrada tanto pelo Sigeberti Continuatio Præmonstatensis, perto de Cesareia Marítima, envenenado por ordem da Rainha Leonor, ou Melisenda de Jerusalém, que talvez quisesse eliminá-lo como rival de seu cunhado, o conde Raimundo II de Trípoli, quanto pelo arcebispo da cidade de Tiro, Guilherme de Tiro, que nos lembra que ele morreu em Cesareia, de envenenamento, cujo autor é desconhecido.
Ele foi sucedido por seu filho Raimundo, com os títulos de conde de Toulouse e marquês de Provença.

## Matrimônio e descendência
Em 1125, Afonso Jordão se casou com a filha de Raimundo Decano II, senhor de Uzès e Posquiêres, Faydide ou Faydive, mencionada na Histoire de Montpellier, como a mãe do conde Raimundo V. Além disso, na Histoire Générale de Languedoc, Notas, Volume IV, uma carta do irmão de Faydive, que se descreve como tio materno do Conde Raimundo V, é citada.
Afonso Jordão e Faydide ou Faydive tiveram cinco filhos:
- Raimundo V[46] (1134–1195), conde de Toulouse[47] e marquês de Provença.
- um filho (? — 1138), que morreu na infância[48]
- Afonso II de Toulouse (? — após 1181[49]), que, em 1171, subscreveu a aliança que seu irmão Raimundo fez com o visconde de Béziers, Rogério[50]
- Faidiva ou Faydive (? — 1154), que se casou com Humberto III, Conde de Saboia (1136–1189) em 1151
- Agnes (? — 1187);

por amantes desconhecidas, Afonso Jordão teve mais quatro filhos:
- Pôncio (? — 16 de abril de 1203), lembrado por um epitáfio na catedral de Nimes
- Bertrando (? — depois de 1159), quando jovem, estava com seu pai na Terra Santa e, após a morte de Afonso Jordão, foi capturado pelos muçulmanos,[43] enquanto, segundo Guilherme de Tiro, foi capturado por Noradine perto de Alepo[51] e, conforme Steven Runciman, estava entre os cristãos libertados em 1159, após o acordo que Noradine fez com o imperador bizantino Manuel I Comneno.[11]
- Laurência, mencionada no documento n.° XIII das Preuves de l'Histoire Générale de Languedoc[52]
- uma filha que, após a morte de seu pai, foi capturada pelos muçulmanos, juntamente com seu irmão Bertrando.[43] Conforme a Chronique de Robert de Torigny, ela se tornou esposa do senhor de Alepo, Noradine.[53]